# Drobnosemenka
Drobnosemenka (Chorispora), česky též chorispora, je rod planě rostoucích bylin které se v České republice vyskytují pouze v jediném introdukovaném druhu drobnosemenka jemná. Drobnosemenka je rozšířena v jižní, střední a východní Evropě a dále na Blízkém východě, ve Střední Asii včetně Mongolska, Pákistánu a Číny a také v Koreji a Japonsku, stejně jako na severu Afriky. Druhotně byla zavlečena do Severní Ameriky.

## Popis
Jednoletá, dvouletá nebo víceletá bylina rostoucí na polích, lukách i kamenitých stráních která je porostlá žláznatými nebo jednoduchými chlupy. Nejdříve vyrůstá přízemní růžici řapíkatých listů s celistvým nebo zubatým okrajem jenž bývá i vlnitý, méně často jsou listy zpeřené. Následně z této růžice roste lodyha mívající obdobné listy nebo je zcela bezlistá, někdy také lodyha zcela chybí. Květy vyrůstají z paždí lodyžních listů v hroznovitých květenstvích nebo u rostlin bez lodyh jednotlivě na dlouhých stopkách přímo z růžice.
Oboupohlavné čtyřčetné květy mají bělavé, žluté, fialové nebo purpurové korunní lístky tvaru oválného, obvejčitého, lopatkovitého nebo kopinatého a okraje a vrchol mají celistvé. Podlouhlé kališní lístky, vždy zřetelně kratší, jsou vzpřímené, volné a protáhlé. V květu je šest volných, čtyřmocných, ve dvou přeslenech rostoucích tyčinek s protáhlými prašníky a dvě, čtyři, nebo šest nektarových žlázek. Semeník obsahuje průměrně 10 až 25 vajíček. Zobákovitá čnělka nese dvoulaločnou bliznu.
Plody drobnosemenky jsou válcovité či kuželovité šešule, minimálně 3násobně delší než širší, které se ve zralosti podélně rozdělí na dvě části obsahující v řadách umístěná semena. Zploštělá protáhlá semena nejsou okřídlená a neslizovatí. Ploidie je 2n = 14.

## Taxonomie
Počet druhů rodu drobnosemenka není dosud ujednocen. Rozdílně je uznáváno 9 až 13 druhů, zde je jedna z posledních variant:
- Chorispora bungeana Fisch. et C. A. Mey.
- Chorispora gracilis Ernst
- Chorispora greigii Regel
- Chorispora iberica (M.Bieb.) DC
- Chorispora insignis Pachom.
- Chorispora macropoda Trautv.
- Chorispora persica Boiss.
- Chorispora purpurascens (Banks et Sol.) Eig
- Chorispora sabulosa Cambess.
- Chorispora sibirica (L.) DC.
- Chorispora songarica Fisch. et C. A. Mey.
- Chorispora tashkorganica Al-Shehbaz et al.
- Chorispora tenella (Pall.) DC.[8]

## Zástupci
- drobnosemenka jemná (Chorispora tenella), syn. chorispora jemná